# F–8 Crusader
A Vought F–8 (eredetileg F8U) Crusader szuperszonikus, egyhajtóműves, haditengerészeti vadászrepülőgép, melyet az 1950-es években fejlesztettek ki az Egyesült Államokban, elsősorban a Vought F–7 Cutlass leváltására. Jellegzetessége, hogy nyilazott vállszárnyát fel- és leszálláskor az alacsonyabb leszállósebesség elérése érdekében kis mértékben fel lehet hajtani. A vietnámi háború első felében meghatározó szerepet töltött be, később váltótípusa, az F–4 Phantom II vette át tőle szerepét. Felderítő változata az RF–8 volt. Alkalmazta a Francia Haditengerészet és a Fülöp-szigeteki Légierő is.

## Tervezés és fejlesztés
1952 szeptemberében a US Navy egy új vadászrepülőgép követelményrendszerét adta ki. A kívánt teljesítményadatok: sebesség M=1,2 Mach-szám 10 000 m magasságban, 127 m/s emelkedési sebesség, és a leszálló sebesség nem haladhatta meg a 160 km/h értéket. A koreai háború megmutatta, hogy a 12,7 mm-es géppuskák nem voltak eléggé hatásosak, át kellett térni a 20 mm-es gépágyúkra. A kiírásra válaszképpen a John Russel Clark vezette Vought csapat a V-383 típusjelű repülőgép terveit készítette el. A vadászgépeknél szokatlan módon vállszárnyas elrendezés mellett döntöttek, mely megoldás lehetővé tette a rövid és könnyű futómű alkalmazását.
A konstrukció legújszerűbb része a változtatható állásszögű szárny: 7°-os szöggel lehetett kifordítani a törzsből a szárnyat fel- és leszállásnál. Ez a megoldás lehetővé tette a nagyobb állásszög következtében megnövekedett felhajtóerő előnyeinek kihasználását a pilóta kilátásának romlása nélkül, mivel a törzs továbbra is vízszintes maradt. Ezzel egyidejűleg a 25°-al leeresztett orrsegédszárny és a 30°-ra kitéríthető ívelőlapok is jelentősen növelték a felhajtóerőt.
A repülőgép tervezésekor felhasználták a korszerű aerodinamikai újításokat: a területszabálynak megfelelő törzskialakítást, a teljesen elfordítható vezérsíkokat, a felhajtható szárnyvég profiljának előretolását a függőleges tengely körüli stabilitás javítása céljából és a titán széles körű alkalmazását a sárkánynál. A hajtómű a Pratt & Whitney J57 utánégős gázturbina lett, a fegyverzet pedig a haditengerészet specifikációjának megfelelően négy 20 mm-es gépágyúból, egy kiereszthető kazettából, mely 32 darab Mighty Mouse FFAR nem irányított rakétát tartalmazott és két AIM-9 Sidewinder légiharc rakéta felerősítésére szolgáló konzolból állt.
A repülőgép fő versenytársa a Grumman F-11 Tiger, a feljavított kéthajtóműves McDonnell F3H Demon (amelyik később az F–4 Phantom II lett) és végül a Super Fury volt, mely a North American F–100 Super Sabre repülőgép-hordozóra alkalmassá tett változata volt.
1953 májusában a Vought tervet nyilvánították győztesnek és júniusban a Vought három XF8U-1 prototípusra kapott megrendelést. (Az F8U típusjelet 1962 szeptemberében, a típusjelek egységesítésekor változtatták F-8-ra. Az első prototípus először  1955. március 25-én szállt fel John Konraddal a pilótafülkében. Már ekkor elérte a repülőgép a hangsebességet. A fejlesztés annyira problémamentes volt, hogy a második prototípus ugyanazon a napon szállt fel először, mint az első sorozatban gyártott F8U-1: 1955. szeptember 30-án. Katapult segítségével az F8U-1 először 1956. április 4-én  szállt fel a USS Forestal repülőgép-hordozó fedélzetéről.

### Crusader III
Az F8U-1 és F8U-2 repülőgépekkel párhuzamosan a Crusader tervezőcsoportja egy hasonló, nagyobb teljesítményű repülőgépen is dolgozott, melynek jelölése belső használatra V-401 lett. Bár a Vought XF8U-3 Crusader III külsőleg hasonló volt a Cursaderhez és néhány elemet átvettek az eredeti szerkezetből, mint például a változtatható állásszögű szárnyat, az új gép azonban lényegesen nagyobb volt és kevés közös alkatrésszel rendelkezett az előző változattal.

## A Crusader szolgálatban

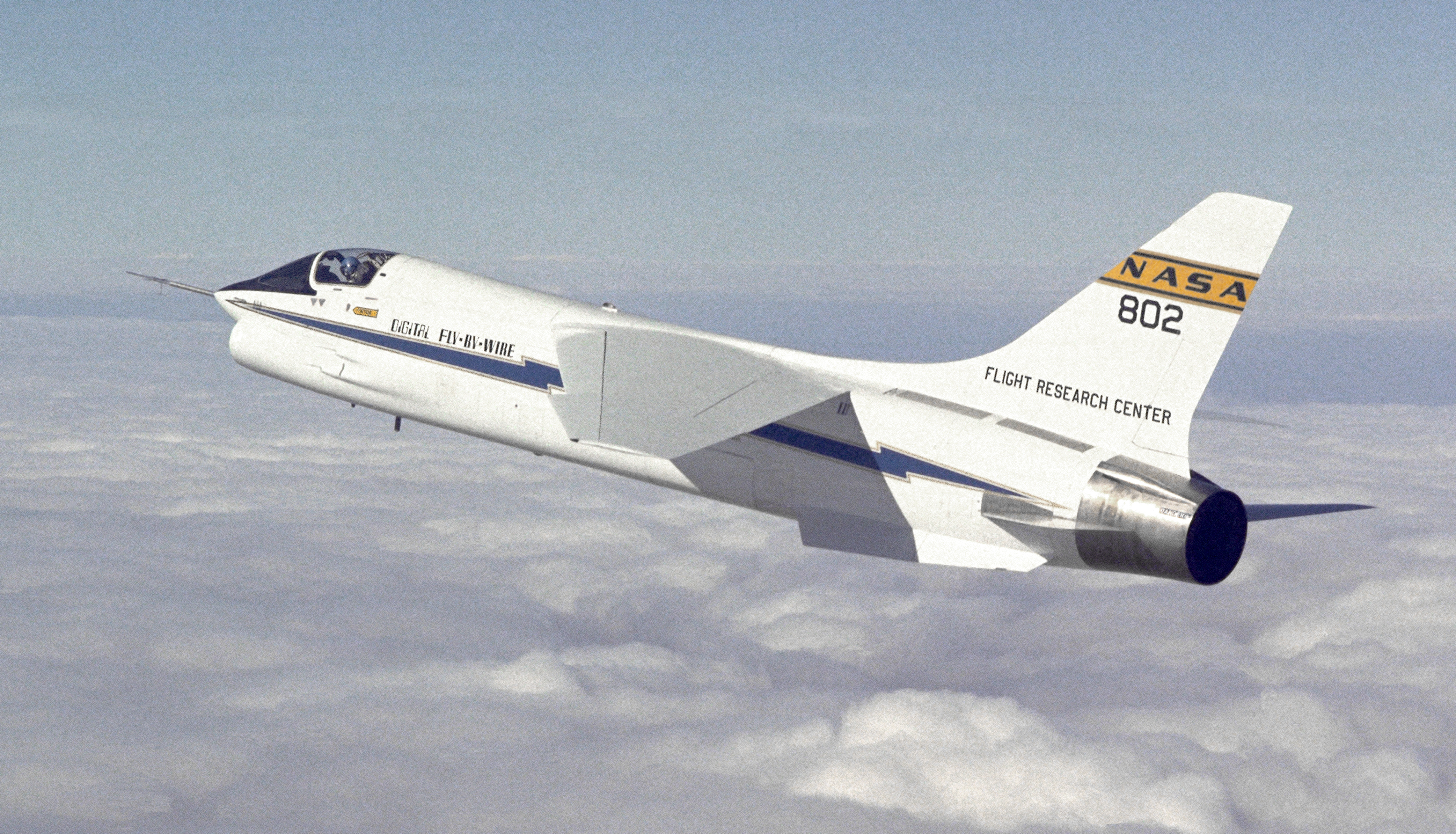
A NASA F-8C repülőgépe, melyen a számjegyvezérlésű elektronikus kormányzást tesztelték

Az XF8U-1 prototípusok vizsgálatára 1956 vége felé került sor, ezek során csekély számú hibát észleltek. A fegyverzet fejlesztése a haditengerészet China Lake-i légifegyver telepén (Naval Air Weapons Station China Lake) történt. és az egyik innen startoló Crusader megdöntötte az amerikai sebességi rekordot 1956 augusztusában. Commander "Duke" Windsor új sebességi rekordot állított fel 1634,173 km/h-val 1956. augusztus 21-én megdöntve egy F–100 Super Sabre 1323 km/h-es korábbi rekordját, de az angol Fairey Delta 2 1956. március 10-én felállított 1822 km/h-es sebességi világrekordját nem sikerült felülmúlnia.
Az egyik első F8U-1-et felderítő repülőgéppé alakították át, az lett az első F8U-1P, majd RF-8A, melyet az ágyúk és rakéták helyett fényképezőgépekkel szereltek fel.

### Hadrendbe állítás a flottánál
Az első haditengerészeti század, mely Crusaderrel repült, a VF-32 volt, mely először a haditengerészet Cecil Field-i (Florida) légibázisán állomásozott 1957-ben, majd az év végén áttelepült a Földközi-tengerre az USS Saratoga repülőgép-hordozóval.
A csendes-óceáni flotta az első Crusadereket a haditengerészet Moffett Field-i támpaszpontján kapta meg, Észak-Kaliforniában és a VF-154 pilótái repülték. 1957-ben San Diegóban kapta meg a VMF-122 a tengerészgyalogság első Crusadereit. 1962-ben a Védelmi Minisztérium szabványosította a katonai repülőgépek típusjeleit, ennek során az F8U új jelölése F-8 lett, az F8U-1 pedig F-8A.

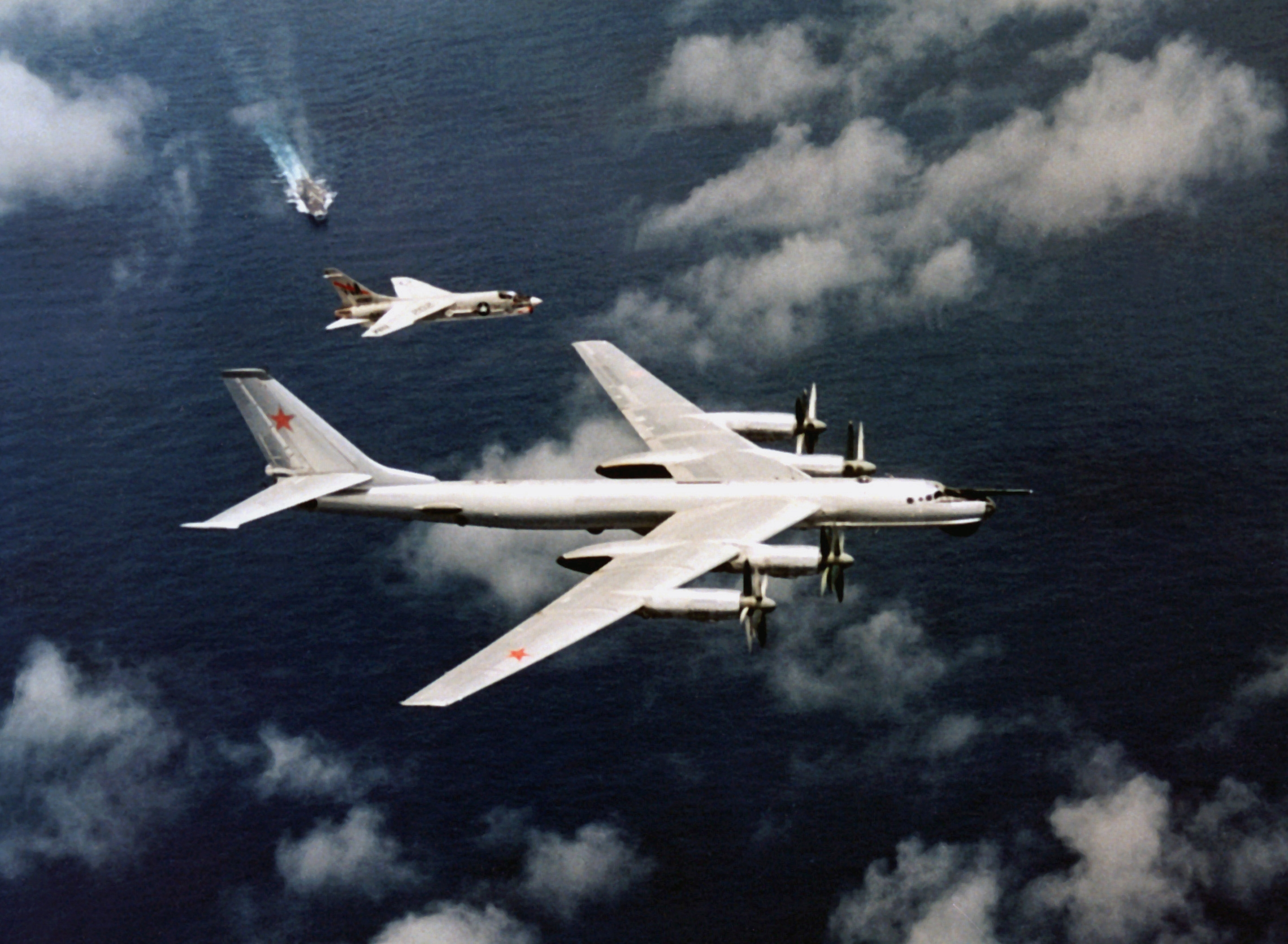
A USS Oriskany repülőgép-hordozó egy F-8-asa befogott egy Tu–95 felderítő repülőgépet

### Haditengerészeti szolgálat
A Crusader lett a repülőgép-hordozók nappali vadászgépe. Akkoriban az amerikai haditengerészet sorozatosan új és új nappali és éjszakai vadászgépekkel lett felszerelve, melyeket rövidesen újabbak váltottak fel, ennek oka a hajtóművek és a kormányművek terén zajló rohamos fejlődés volt. Néhány század rendkívül rövid időre repült csak egyes gépekkel, majd újabb, nagyobb teljesítményű repülőgépekkel szerelték fel őket. A Crusader volt az első olyan repülőgép a koreai háború utáni időkben, mely viszonylag hosszabb ideig állt szolgálatban, és mint az ugyancsak korszerű konstrukciójú F-105-al, valószínűleg tovább is üzemben tartották volna, ha nem ritkítja meg sorait a vietnámi háborúban elszenvedett sok bevetés közbeni veszteség és a fokozott üzem miatti elhasználódás. A Crusader felderítő változata a vadászgépekkel együtt szolgált, hogy fényképezéssel segítse tevékenységüket. 1962-ben a kubai rakétaválság alkalmával RF-8 felderítőgépek hajtották végre veszélyesen alacsony magasságban berepüléseiket Kuba fölött és a Kubába tartó szovjet hajók fölé, amikor a híres, bizonyítékul szolgáló felvételeket készítették a szovjet rakétákról.

### Balesetek

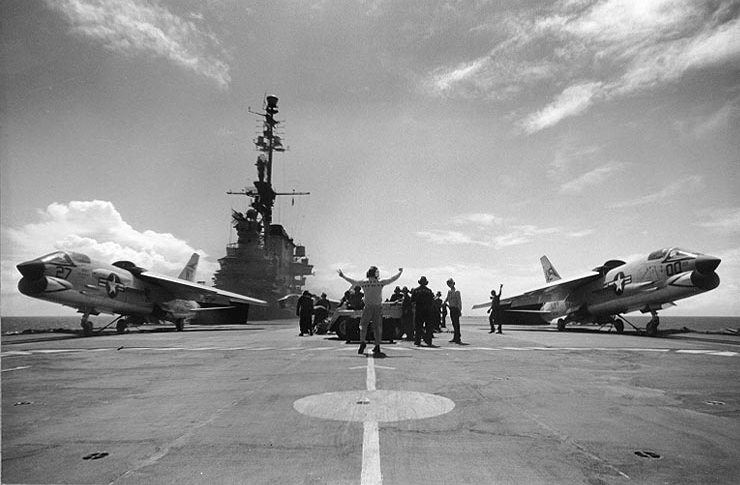
Két Crusader starthoz készül a USS Midway fedélzetén, állítható állásszögű szárnyuk kiemelt helyzetben van (1963)

A Crusaderrel nem volt egyszerű dolog repülni, gyakran történtek balesetek a repülőgép-hordozóra való leszállás közben, melyeket a keresztirányú instabilitás és a gyenge orrkerék okozott. A légbeszívó nyílás és a hajtómű fúvócsöve olyan alacsonyan volt álló helyzetben, hogy a személyzet a gépet aligátornak csúfolta. Ezért nem meglepő, hogy a Crusader baleseti statisztikája magasabb volt, mint egykori társaié, az A–4 Skyhawk-é és az F–4 Phantom II-é. Leszálláskor a repülőgép hátsó taktusa könnyen leért és gyakori volt az alul-tervezett orrfutó összecsuklása, emellett gyakori baleseti forrás volt, hogy a gép könnyen szívott be a fedélzetről idegen tárgyakat.
Másrészt a repülőgép néhány megdöbbentő előnyről is tanúbizonyságot tett, több alkalommal a Crusader pilóták sikeresen leszálltak felhajtott szárnyvégekkel is. (A haditengerészeti repülőgépek szárnyvégei általában a földön felhajthatóak a könnyebb tárolás céljából.) Az egyik ilyen eset 1960. augusztus 23-án történt, amikor is egy Crusader felhajtott szárnyakkal startolt el a nápolyi Capodichino repülőteréről teljes utánégővel, felemelkedett 1500 m-re, majd megfordult és baj nélkül leszállt. A szórakozott, de belevaló pilóta utóbb panaszkodott, hogy a kormányerők nagyobbak voltak a szokásosnál. A Crusader képes volt repülni felhajtott szárnyvégekkel, de ilyenkor leszállás előtt a pilótáknak minden felesleges tehertől és üzemanyagtól meg kellett szabadulniuk, hogy csökkentsék a gép tömegét.

### A vietnámi háborúban
Amikor a háború kitört Észak Vietnám felett, a haditengerészet Crusaderei kerültek először szembe az észak-vietnámi MiG-17-esekkel 1965. április 3-án. Bár a MiG-ek egy Crusader lelövését jelentették, az összes repülőgép sértetlenül hazatért. Akkoriban a Crusader bizonyult a legjobb amerikai vadászgépnek a fürge észak-vietnámi MiG-ek elleni közelharcban. A haditengerészet az F–4 Phantom II éjszakai vadászt annak a koncepciónak megfelelően fejlesztette ki, hogy az olyan nagy hatótávú légiharc rakétákkal, mint az AIM-7 Sparrow, nem kerülhet sor közelharcra, mert az ellenséget olyan távolságban lehet megsemmisíteni, ahol a fedélzeti fegyverek még használhatatlanok, ezért az F–4 vadászbombázókkal szemben a fordulékonyság nem volt alapvető követelmény. Az 1965 és 1968 között lezajlott tényleges harcok azonban bebizonyították, hogy a hagyományos fegyverekkel vívott légiharc ideje korántsem áldozott le, és a Crusaderek ilyen tevékenysége kulcsszerepet játszott a siker kivívásában.
Mindezek ellenére az F-8-asok mindössze négy légi győzelmet arattak gépágyúik segítségével, a többit AIM-9 Sidewinder rakétákkal főleg mivel a 20 mm-es Colt Mk 12 gépágyúk utántöltő mechanizmusa hajlamos volt beszorulni a nagy gyorsulással járó közelharc manőverek közben.  1966 júniusa és júliusa között 12 összecsapás folyamán Észak-Vietnám felett a Crusaderek 4 MiG-17-est semmisítettek meg két saját gép elvesztése árán.

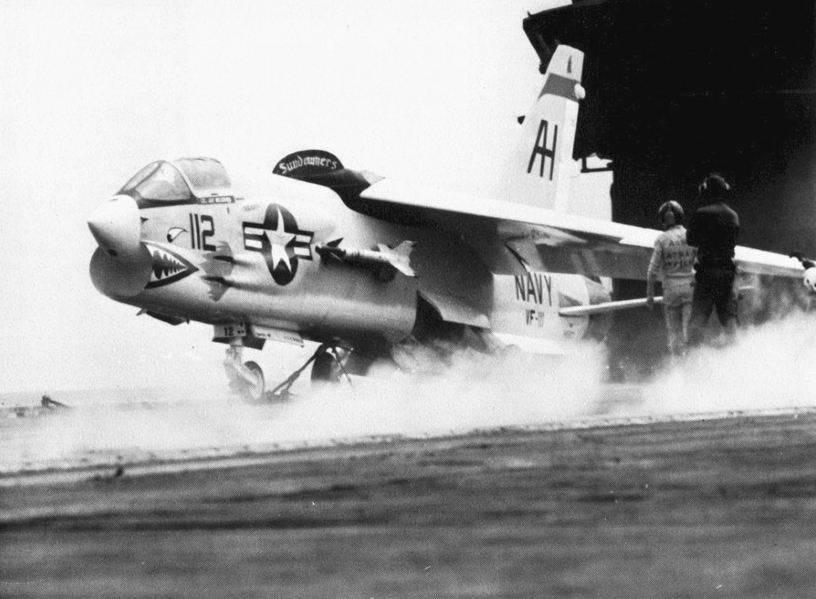
A VF-111 Sundowners egyik Crusadere készül felszállni az USS Oriskany fedélzetéről.

A Crusader képességeinek és korlátainak kiváló példája Richard “Brown Bear” Schaffert haditengerészeti korvettkapitány 1967 12. 14. napi bevetése F-8E gépével, amely az egyik leghosszabb rögzített manőverező légiharc. A VF-111 Sundowners századhoz tartozó pilóta a CV-34 USS Oriskany fedélzetéről felszállva egy A-4E könnyű csapásmérő gépet kísért légvédelmi állások elleni bevetésre, amikor négy MiG-17 támadt rájuk. A pilóta kihasználva a J57 hajtóművek maximális utánaégetés mellett leadott  nagy tolóerejét és a korabeli amerikai szuperszonikus vadászgépekhez képest kiváló manőverezőképességét több függőleges 8 G-s túlterhelést elérő manőverrel (az F–4 gépek rendszerint 5-6,3 G-s manővereket hajtottak végre harc közben) sikeresen került a támadók mögé (a MiG-17 vízszintes irányban fordulékonyabb volt azonban emelkedése elmaradt). A jó helyzet ellenére az AIM-9 rakéták alanyon megbízhatósága miatt nem sikerült lelőnie egyik MiG-et sem. Egy rakéta a közelségi gyújtó hibájából nem működött el, a másik pedig képtelen volt követni a célt (a maradék két rakéta már a felszálláskor is hibás volt).
A harcba bekapcsolódó MiG-21 repülőgépek négy K-13 rakétája sem volt hatásos, egyik sem találta el a Crusadert, ami jól jelzi a korabeli célkövető fegyverek alacsony hatásosságát. Miután védekező orsó (High G Barrel Roll) manőverrel egy MiG-17 mögé került gépágyúival kezdett tüzelni, azonban a fegyvereket működtető pneumatika a többszöri 5 G feletti túlterheléstől szétszakadt. A hat észak-vietnámi gép ellenében immáron használható fegyver nélkül maradt Schaffert helyzete válságossá vált, a rátapadó Mig-17 géppár tüzét egy függőleges olló (Vertical Rolling Scissors) manőverrel sikerült elkerülnie, majd egy jo-jo manőver után kis magasságra ereszkedett és a megszerzett nagy sebességgel visszaindult a hajó fedélzetére. Leszálláskor a repülőgép gyakorlatilag teljes üzemanyagkészletét elfogyasztotta már. A légiharc tapasztalatait máig tanítják az USAF és USN pilótái számára, mint a védekező manőverek jó példáját.
Amerikai adatok szerint a Crusader volt a legeredményesebb amerikai repülőgép a háború alatt: 19 győzelem 3 veszteséggel szemben. Ebből 16 gép MiG-17, három pedig MiG-21 volt. Észak-Vietnám viszont 11 F-8-as megsemmisítését jelentette. Az egész háború alatt mintegy 170 F-8 semmisült, meg ebből 57 harc közben, a többi baleset során. A haditengerészet és a tengerészgyalogság Crusaderei rengeteg bombát dobtak le mind Észak-, mind Dél-Vietnám területén fekvő célpontokra. A veszteségek jelentős része az alacsony bombázások során történt a PAVN légvédelmi gépágyúi által, különösen a Bullpup rakéták indítása volt veszélyes, mivel a fegyver pontos vezérléséhez a repülőgépnek közel egyenesen kellett repülnie az indítástól az AGM-12 célba éréséig.

### Nyugalomba vonulás
A Vought az 1219-ik és egyben utolsó Crusadert a haditengerészetnek 1964. szeptember 3-án szállította le. A haditengerészet az utolsó aktív F-8 vadászgépeit 1976-ban, csaknem két évtizedes szolgálat után vonta ki. A felderítő változat még további 11 évig, 1982-ig szolgálatban maradt. A haditengerészet tartalékában még tovább szolgáltak Crusaderek, az utolsó 1987. március 29-én került múzeumba.

## Műszaki adatok (F-8E)[18][19]

### Méretek
- Személyzet: 1 fő
- Hossz: 16,53 m
- Fesztáv: 10,87 m
- Magasság: 4,80 m
- Szárnyfelület: 34,8 m²
- Üres tömeg: 7956 kg
- Teljes tömeg: 13 000 kg
- Szárnyszelvény: módosított NACA 65A006 a szárnytőben, módosított NACA 65A005 a szárnyvégen
- Üzemanyag kapacitás: 5102 l
- Hajtómű: 1 x Pratt & Whitney J57-P-20A gázturbinás sugárhajtómű utánégővel
- Tolóerő: 47,6 kN
- Tolóerő utánégővel: 81,1 kN

### Teljesítményadatok
- Legnagyobb sebesség: Mach 1,86 (1975 km/h) 11 000 m-en
- Utazósebesség: 915 km/h
- Hatótáv bevetéskor: 730 km
- Hatótáv utazósebességen: 2795 km külső üzemanyagtartállyal
- Legnagyobb magasság: 17 700 m
- Emelkedési sebesség: 162,3 m/s
- Felületi terhelés: 377,6 kg/m²
- Tolóerő/súly: 0,62

### Fegyverzet

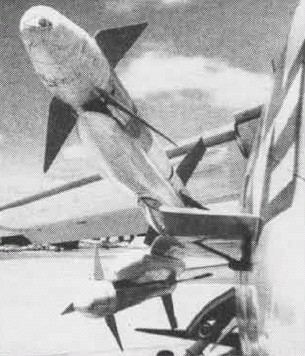
Két AIM-9D rakéta az F-8 Crusader Y-konzoljára szerelve

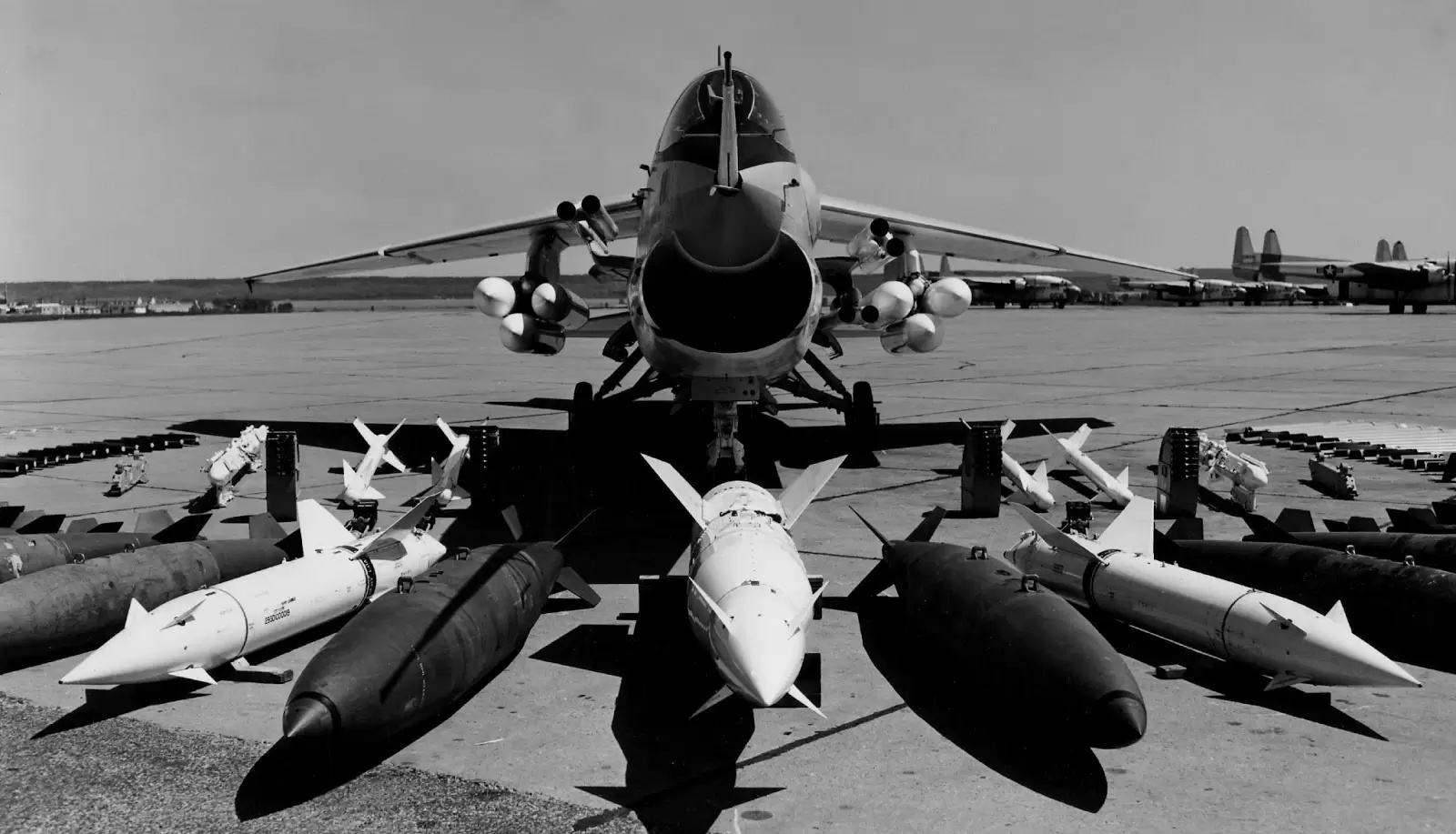
Egy F-8 Crusaderre szerelhető fegyverzet

- Gépágyúk: 4 x 20 mm-es Colt Mk 12 gépágyú a törzs alsó részében, egyenként 125 lőszerrel
- Felfüggesztések: 2 x a törzs oldalára erősített Y-konzol (csak AIM-9 Sidewinder rakétákhoz) és 2 x szárny alatti felfüggesztési pont legfeljebb 2000 kg tömegű fegyverzethez:
  - Légiharc rakéták:
    - 4 x AIM-9 Sidewinder vagy R550 Matra Magic (csak a francia haditengerészet F-8E(FN)-jein)

  - Levegő-föld rakéták:
    - 2 × AGM-12 Bullpup

  - Nem irányított rakéták:
    - 2 × LAU-10 rakéta felfüggesztés (egyenként 4× Zuni 127mm-es rakétával)
- Bombák:
  - 12 × 113 kg-os Mark 81 bomba vagy
  - 8 × 227 kg-os Mark 82 bomba vagy
  - 4 × 454 kg-os Mark 83 bomba vagy
  - 2 × 907 kg-os Mark 84 bomba
- Radar: Magnavox AN/APQ-84 vagy AN/APQ-94 tűzvezetési radar